# Sphenomorphus darlingtoni
Sphenomorphus darlingtoni este o specie de șopârle din genul Sphenomorphus, familia Scincidae, descrisă de Loveridge 1945.
Este endemică în Papua New Guinea. Conform Catalogue of Life specia Sphenomorphus darlingtoni nu are subspecii cunoscute.